# جيمس والاس روبنسون
جيمس والاس روبنسون (بالإنجليزية: James Wallace Robinson)‏ هو محامي وسياسي أمريكي، ولد في 26 نوفمبر 1826 في مقاطعة يونيون في الولايات المتحدة، وتوفي في 28 يونيو 1898 في ميريزفيل في الولايات المتحدة. حزبياً، نشط في الحزب الجمهوري. وقد انتخب عضو مجلس نواب أوهايو وانتخب عضو مجلس النواب الأمريكي.